# Želenice (district de Most)
Pour les articles homonymes, voir Želenice.
Želenice (en allemand : Selnitz) est une commune du district de Most, dans la région d'Ústí nad Labem, en République tchèque. Sa population s'élevait à 483 habitants en 2021.

## Géographie
Želenice se trouve à 8 km au nord-est du centre de Most, à 28 km au sud-ouest d'Ústí nad Labem et à 72 km au nord-ouest de Prague.
La commune est limitée par Braňany à l'ouest et au nord, par Bílina au nord-est, par Hrobčice au sud-est, et par Lužice et Obrnice au sud.

## Histoire
La première mention écrite de Želenice date de 1307.

## Administration
La commune se compose de deux quartiers :
- Liběšice
- Želenice

## Transports
Par la route, Želenice se trouve à 11 km de Most, à 37 km d'Ústí nad Labem et à 90 km de Prague.